# 湖南行政长官列表

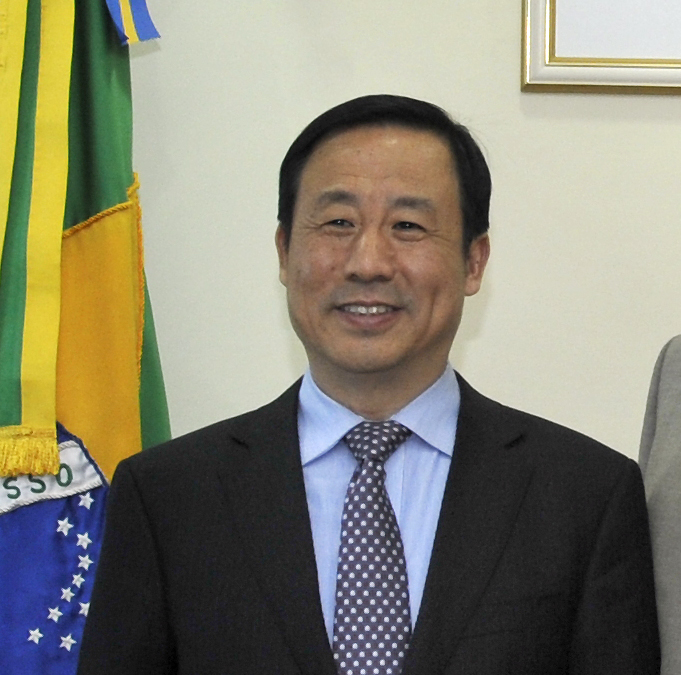
许达哲

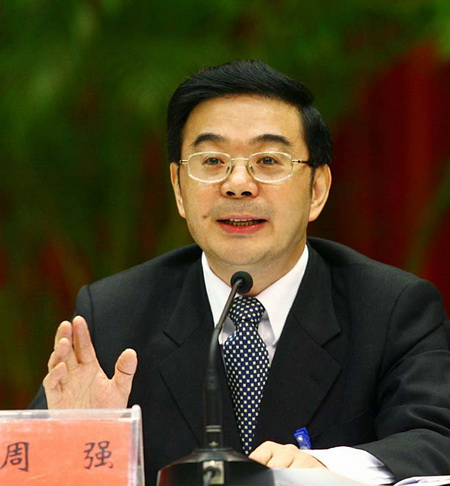
周强

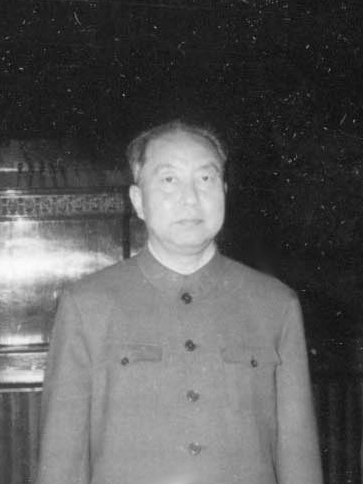
华国锋

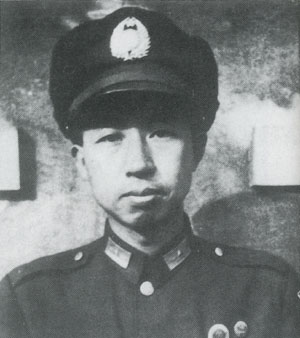
王首道

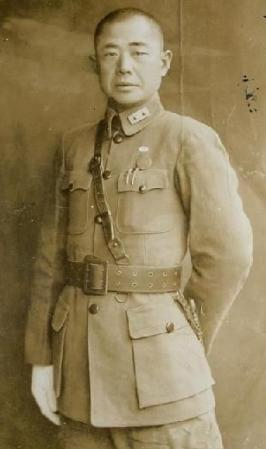
陈明仁

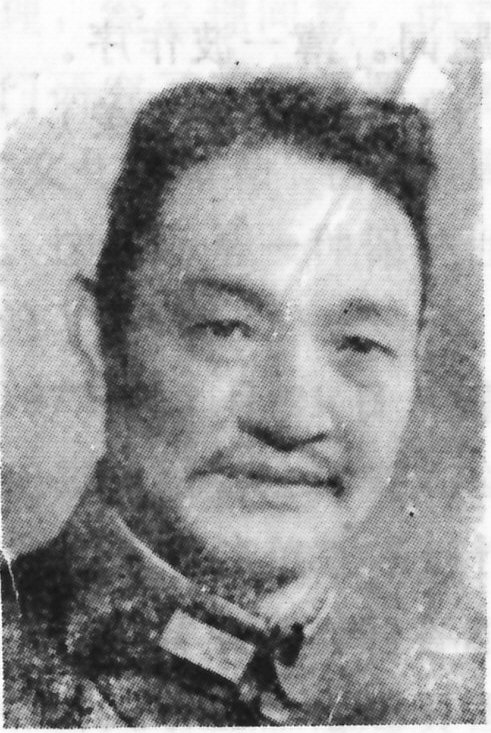
程潜

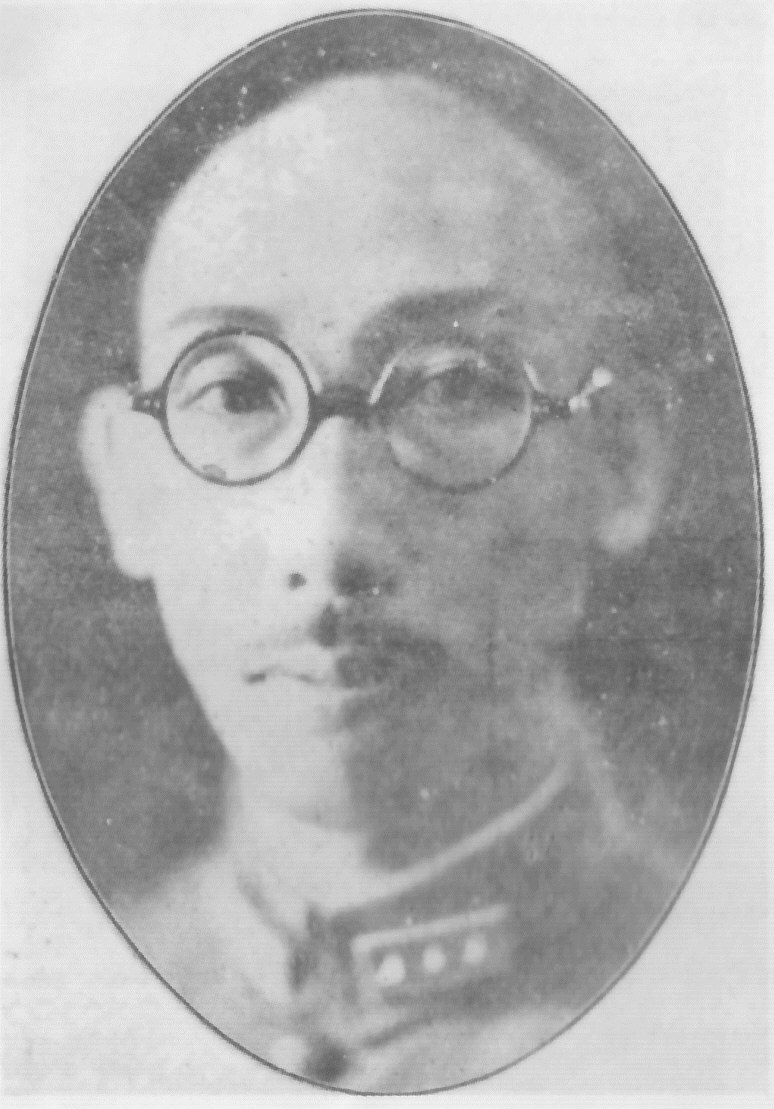
何键

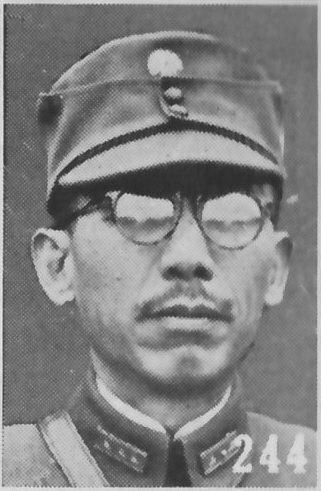
唐生智

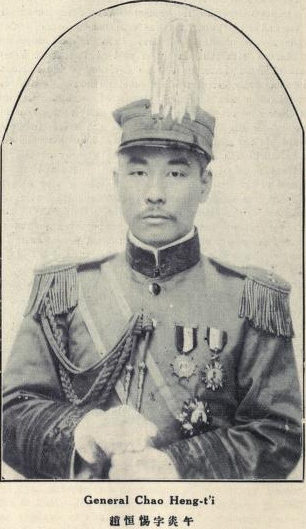
赵恒惕

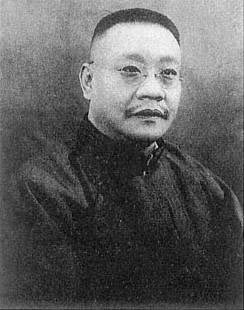
谭延闿

本列表记录1911年至今湖南省的行政长官。
| 姓名           | 籍贯     | 在任日期                       | 曾任最高职务 | 備註                                                  |
| -------------- | -------- | ------------------------------ | --- | ----------------------------------------------------- |
| 毛伟明         | 浙江衢州 | 2020年11月-                    | 十九届中共中央候补委员，国家电网有限公司董事长                                                                                     | 中华人民共和国 · 湖南省人民政府省长                   |
| 许达哲         | 湖南浏阳 | 2016年9月-2020年11月           | 十八届、十九届中共中央委员，中共湖南省委书记                                                                                       | 中华人民共和国 · 湖南省人民政府省长                   |
| 杜家毫         | 浙江鄞县 | 2013年4月-2016年9月            | 十八届中共中央候补委员、十九届中共中央委员，中共湖南省委书记                                                                       | 中华人民共和国 · 湖南省人民政府省长                   |
| 徐守盛         | 江苏如东 | 2010年6月－2013年4月           | 十七届、十八届中共中央委员，中共湖南省委书记、湖南省人大常委会主任                                                                 | 中华人民共和国 · 湖南省人民政府省长                   |
| 周 强          | 湖北黄梅 | 2006年9月－2010年6月           | 十六届、十七届、十八届、十九届中共中央委员，中华人民共和国最高人民法院院长                                                         | 中华人民共和国 · 湖南省人民政府省长                   |
| 周伯华         | 湖南湘潭 | 2003年3月－2006年9月           | 十七届中共中央委员，国家工商行政管理总局局长                                                                                       | 中华人民共和国 · 湖南省人民政府省长                   |
| 张云川         | 浙江东阳 | 2001年8月－2003年3月           | 十六届、十七届中共中央委员，中共河北省委书记、河北省人大常委会主任                                                                 | 中华人民共和国 · 湖南省人民政府省长                   |
| 储 波          | 安徽桐城 | 1998年9月－2001年8月           | 十六届、十七届中共中央委员，中共内蒙古自治区委书记、内蒙古自治区人大常委会主任                                                     | 中华人民共和国 · 湖南省人民政府省长                   |
| 杨正午         | 湖南龙山 | 1995年1月－1998年9月           | 十二届、十三届、十四届、十五届、十六届中共中央委员，中共湖南省委书记、湖南省人大常委会主任                                         | 中华人民共和国 · 湖南省人民政府省长                   |
| 陈邦柱         | 江西九江 | 1989年5月－1995年1月           | 十四届、十五届中共中央委员，国内贸易部部长                                                                                         | 中华人民共和国 · 湖南省人民政府省长                   |
| 熊清泉         | 湖南双峰 | 1985年7月－1989年5月           | 十二届、十三届中共中央委员，中共湖南省委书记                                                                                       | 中华人民共和国 · 湖南省人民政府省长                   |
| 刘 正          | 湖南长沙 | 1983年5月－1985年7月           | 湖南省人民政府省长 | 中华人民共和国 · 湖南省人民政府省长                   |
| 孙国治         | 河北涞源 | 1979年12月－1983年5月          | 湖南省人民政府省长 | 中华人民共和国 · 湖南省人民政府省长                   |
| 毛致用         | 湖南岳阳 | 1977年6月－1979年12月          | 第九届全国政协副主席 | 中华人民共和国 · 湖南省革命委员会主任                 |
| 华国锋         | 山西交城 | 1970年5月－1977年6月           | 中国共产党中央委员会主席，中华人民共和国国务院总理，中国共产党中央军事委员会主席                                                   | 中华人民共和国 · 湖南省革命委员会主任                 |
| 黎 原          | 河南息县 | 1968年4月－1970年5月           | 中国人民解放军开国少将，湖南省革命委员会主任                                                                                       | 中华人民共和国 · 湖南省革命委员会主任                 |
| 程 潜          | 湖南醴陵 | 1955年2月－1968年4月           | 第一届、第二届、第三届全国人民代表大会常务委员会副委员长；中华民国国民革命军一级上将，国民政府军事委员会参谋总长，第一战区司令长官 | 中华人民共和国 · 湖南省人民委员会省长                 |
| 程 潜          | 湖南醴陵 | 1952年12月－1955年2月          | 第一届、第二届、第三届全国人民代表大会常务委员会副委员长；中华民国国民革命军一级上将，国民政府军事委员会参谋总长，第一战区司令长官 | 中华人民共和国 · 湖南省人民政府主席                   |
| 王首道         | 湖南浏阳 | 1950年4月－1952年12月          | 中国共产党中央顾问委员会常委，第五届中国人民政治协商会议全国委员会副主席                                                           | 中华人民共和国 · 湖南省人民政府主席                   |
| 程 潜          | 湖南醴陵 | 1949年8月－1950年4月           | 第一届、第二届、第三届全国人民代表大会常务委员会副委员长；中华民国国民革命军一级上将，国民政府军事委员会参谋总长，第一战区司令长官 | 中华人民共和国 · 湖南省军政委员会主席                 |
| 陈明仁         | 湖南醴陵 | 1949年8月4日－1949年8月24日    | 中国人民解放军开国上将，第三届、第四届全国政协常委；中华民国国民革命军中将，国军第一兵团司令长官                                   | 中华人民共和国 · 湖南省临时政府主席                   |
| 陈明仁         | 湖南醴陵 | 1949年7月－1949年8月           | 中国人民解放军开国上将，第三届、第四届全国政协常委；中华民国国民革命军中将，国军第一兵团司令长官                                   | 中華民國南京国民政府 · 湖南省政府主席                 |
| 程 潜          | 湖南醴陵 | 1948年6月22日－1948年7月       | 第一届、第二届、第三届全国人民代表大会常务委员会副委员长；中华民国国民革命军一级上将，国民政府军事委员会参谋总长，第一战区司令长官 | 中華民國南京国民政府 · 湖南省政府主席                 |
| 王东原         | 安徽全椒 | 1946年4月9日－1948年6月22日    | 中华民国国民革命军陆军中将，中华民国第六战区副司令长官，湖南省政府主席                                                             | 中華民國南京国民政府 · 湖南省政府主席                 |
| 吴奇伟         | 广东大埔 | 1945年6月26日－1946年4月9日    | 中华民国国民革命军陆军中将，第四战区副司令长官，湖南省政府主席                                                                     | 中華民國南京国民政府 · 湖南省政府主席                 |
| 薛 岳          | 广东乐昌 | 1939年1月21日－1945年6月26日   | 中华民国国民革命军一级上将，第九战区司令长官，行政院政务委员                                                                       | 中華民國南京国民政府 · 湖南省政府主席                 |
| 张治中         | 安徽巢縣 | 1937年11月20日－1939年1月21日  | 第三届全国人民代表大会常务委员会副委员长；中华民国国民革命军陆军二级上将，西北军政长官公署军政长官                                 | 中華民國南京国民政府 · 湖南省政府主席                 |
| 何 键          | 湖南醴陵 | 1929年3月27日－1937年11月20日  | 中华民国国民革命军陆军二级上将，湖南省政府主席                                                                                     | 中華民國南京国民政府 · 湖南省政府主席                 |
| 鲁涤平         | 湖南宁乡 | 1928年5月28日－1929年3月27日   | 中华民国国民革命军陆军二级上将（追赠），湖南省政府主席                                                                             | 中華民國南京国民政府 · 湖南省政府主席                 |
| 陈嘉佑         | 湖南湘阴 | 1928年2月8日－1928年5月28日    | 中华民国国民革命军陆军中将，湖南省政府主席                                                                                         | 中華民國南京国民政府 · 湖南省政府主席                 |
| 程 潜          | 湖南醴陵 | 1927年11月11日－1928年5月28日  | 第一届、第二届、第三届全国人民代表大会常务委员会副委员长；中华民国国民革命军一级上将，国民政府军事委员会参谋总长，第一战区司令长官 | 中華民國湘鄂临时政务委员会 · 湖南省临时政务委员会主席 |
| 周 斓(代)      | 湖南祁东 | 1927年6月13日－1927年11月      | 中华民国国民革命军陆军二级上将，湖南省政府主席                                                                                     | 中華民國广州国民政府 · 湖南省政府主席                 |
| 张翼鹏(代)     | 湖南醴陵 | 1927年4月－1927年6月13日       | 中华民国国民革命军陆军中将，湖南省政府主席                                                                                         | 中華民國广州国民政府 · 湖南省政府主席                 |
| 唐生智         | 湖南东安 | 1926年7月30日－1927年11月11日  | 第一届、第二届、第三届全国人大常委，第二届、第三届、第四届全国政协常委；中华民国国民革命军一级上将，湖南省政府主席                 | 中華民國广州国民政府 · 湖南省政府主席                 |
| 唐生智         | 湖南东安 | 1926年3月－1926年7月30日       | 第一届、第二届、第三届全国人大常委，第二届、第三届、第四届全国政协常委；中华民国国民革命军一级上将，湖南省政府主席                 | 中華民國北洋政府 · 湖南省长公署省长                   |
| 赵恒惕         | 湖南衡山 | 1921年4月－1926年3月           | 中华民国湖南省长公署省长 | 中華民國北洋政府 · 湖南省长公署省长                   |
| 林支宇         | 湖南常德 | 1920年11月－1921年4月          | 中华民国湖南省长公署省长 | 中華民國北洋政府 · 湖南省长公署省长                   |
| 谭延闿         | 湖南茶陵 | 1920年7月－1920年11月          | 中华民国国民政府委员会主席，国民政府行政院院长                                                                                     | 中華民國北洋政府 · 湖南省长公署省长                   |
| 吴光新(未就)   | 安徽合肥 | 1920年6月－1920年7月           | 中华民国国民革命军陆军二级上将，中华民国陆军总长                                                                                   | 中華民國北洋政府 · 湖南省长公署省长                   |
| 张敬尧         | 安徽霍邱 | 1918年3月－1920年6月           | 中华民国湖南省长公署省长 | 中華民國北洋政府 · 湖南省长公署省长                   |
| 程 潜          | 湖南醴陵 | 1917年11月－1918年3月          | 第一届、第二届、第三届全国人民代表大会常务委员会副委员长；中华民国国民革命军一级上将，国民政府军事委员会参谋总长，第一战区司令长官 | 中華民國北洋政府 · 湖南省长公署省长                   |
| 周肇祥(代)     | 浙江绍兴 | 1917年10月－1917年11月         | 代理湖南省长公署省长 | 中華民國北洋政府 · 湖南省长公署省长                   |
| 谭延闿         | 湖南茶陵 | 1916年8月－1917年10月          | 中华民国国民政府委员会主席，国民政府行政院院长                                                                                     | 中華民國北洋政府 · 湖南省长公署省长                   |
| 刘人熙(代)     | 湖南浏阳 | 1916年7月－1916年8月           | 湖南督军兼省长 | 中華民國北洋政府 · 湖南省长公署省长                   |
| 陈 宧(未就)    | 湖北安陆 | 1916年7月－1916年7月           | 毅威将军兼会办四川军务 | 中華民國北洋政府 · 湖南省长公署省长                   |
| 汤芗铭         | 湖北浠水 | 1916年4月－1916年7月           | 靖武将军督理湖南军务 | 中華民國 · 北洋政府 · 湖南巡按使公署巡按使            |
| 沈金鉴         | 浙江吴兴 | 1915年9月－1916年7月           | 浙江省省长 | 中華民國 · 北洋政府 · 湖南巡按使公署巡按使            |
| 韩国钧(未到职) | 江苏海安 | 1915年7月－1915年9月           | 江苏省省长 | 中華民國 · 北洋政府 · 湖南巡按使公署巡按使            |
| 陶思澄         | 北京     | 1915年5月－1915年7月           | 湖南巡按使公署巡按使 | 中華民國 · 北洋政府 · 湖南巡按使公署巡按使            |
| 刘心源         | 湖北嘉鱼 | 1914年7月－1915年5月           | 湖南巡按使公署巡按使 | 中華民國 · 北洋政府 · 湖南巡按使公署巡按使            |
| 汤芗铭         | 湖北浠水 | 1914年5月－1914年7月           | 靖武将军督理湖南军务 | 中華民國 · 北洋政府 · 湖南巡按使公署巡按使            |
| 汤芗铭         | 湖北浠水 | 1913年10月24日－1914年7月      | 靖武将军督理湖南军务 | 中華民國 · 广州国民政府→北洋政府 · 湖南都督府都督     |
| 谭延闿         | 湖南茶陵 | 1911年10月31日－1913年10月24日 | 中华民国国民政府委员会主席，国民政府行政院院长                                                                                     | 中華民國 · 广州国民政府→北洋政府 · 湖南都督府都督     |
| 焦达峰         | 湖南浏阳 | 1911年10月22日－1911年10月31日 | 湖南都督府都督 | 中華民國 · 广州国民政府→北洋政府 · 湖南都督府都督     |